# Gazette of the United States

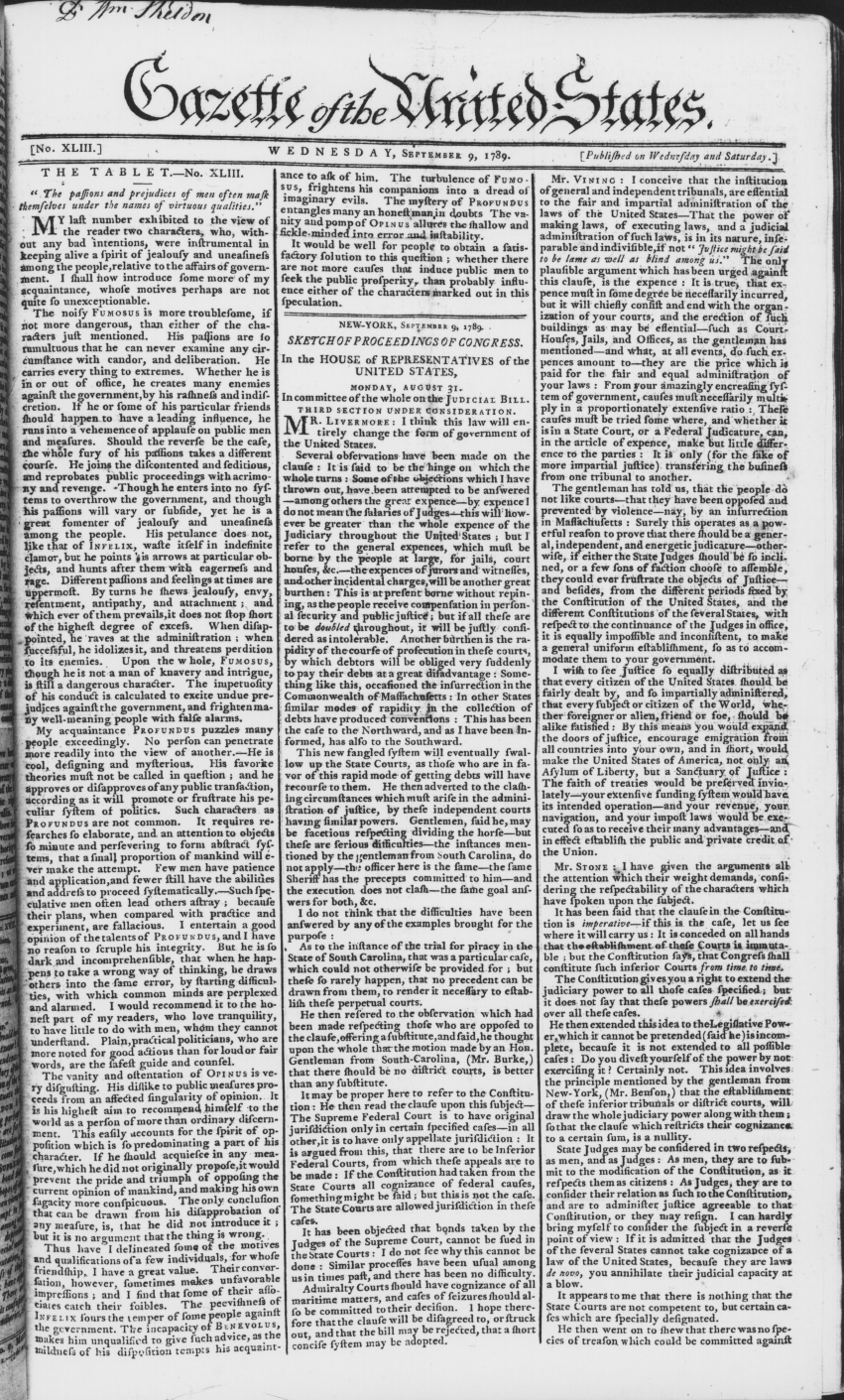
Titel der Nummer XLIII, 9. September 1789

Die Gazette of the United States war eine von 1789 bis 1804 erscheinende amerikanische Zeitung. Zur Zeit des ersten Parteiensystems der Vereinigten Staaten fungierte sie als quasioffizielles Publikationsorgan der Federalists.

## Geschichte
Die erste Ausgabe der Gazette of the United States erschien am 15. April 1789 noch in New York, der damaligen Hauptstadt der Vereinigten Staaten. Im November 1790 folgte die Zeitung dem Umzug der Bundesregierung nach Philadelphia. Unter ihrem Herausgeber John Fenno († 1798) war die Gazette Sprachrohr der Föderalisten um Alexander Hamilton, John Adams und John Jay. Hamilton verfasste über die Jahre, meist unter verschiedenen Pseudonymen, Artikel für die Gazette, um die Maßnahmen seiner Partei zu rechtfertigen und seine politischen Gegner anzugreifen. Hatte sie in den ersten zwei Jahren in den ersten beiden Jahren ihres Bestehens noch ein quasi-Monopol auf dem Markt der politischen Zeitungen, so gründeten die Anti-Federalists um Thomas Jefferson 1791 eine eigene Publikation, die von Philip Freneau herausgegebenen National Gazette, um der die öffentliche Meinung in ihrem Sinne zu beeinflussen. Nachdem die National Gazette 1793 eingestellt worden war, war die von Benjamin Franklin Bache herausgegebene Aurora der wichtigste Rivale der Gazette of the United States.

## Namenswechsel
Die Zeitung wechselte bis zu ihrer Einstellung 1804 wiederholt ihren Namen:
- Gazette of the United States: 15. April 1789 – 18. September 1793
- Gazette of the United States & Evening Advertiser: 11. Dezember 1793 – 11. Juni 1794
- Gazette of the United States and Daily Evening Advertiser: 12. Juni 1794 – 30. Juni 1795
- Gazette of the United States: 1. Juli 1795 – 30. Juni 1796
- Gazette of the United States & Philadelphia Daily Advertiser: 1. Juli 1796 – 27. Juni 1800
- Gazette of the United States & Daily Advertiser: 28. Juni 1800 – 1. November 1801
- Gazette of the United States: 2. November 1801 – 18. Februar 1804